# Фридрикс, Иван Юрьевич
Иван Юрьевич Фридрикс (Фредерикс) (1723—1779) — барон, основатель русского дворянского, баронского и графского рода Фридриксов (Фредериксов) и финляндского дворянского, баронского рода Freedricksz, придворный банкир Екатерины II, владелец мызы Рябово, основатель Рябовского лютеранского прихода.

## Происхождение
Иван Юрьевич Фридрикс родился 16 апреля 1723 года в Архангельске. Существует несколько версий его происхождения.
- Согласно первой, род Фридриксов происходит из Голландии. Его отец Юрген Фридрикс (Jürgen Freedericksz) был голландским купцом, который долгое время жил в Архангельске и женился на местной русской женщине. У них родился сын, которого назвали Гансом Юргенсовичем или на русский манер — Иваном Юрьевичем[1][2].
- Согласно другой версии, отец Ивана Юрьевича, это шведский офицер (или солдат[2]), взятый в плен войсками Петра I во время Северной войны. Он был отправлен в Архангельск, где женился на местной русской женщине[3][2].
- Согласно третьей версии, отец Фридрикса происходит из нарвского, эстляндского мещанского рода[4].

## Семья
Иван Юрьевич Фридрикс был женат один раз (1749). Его жена Регина-Луиза (Ирина) Захарьевна Христинек (1735—1821), была младшей сестрой молодого, подающего надежды художника Карла Людвига (Логгина Захаровича) Христинека (нем. Carl Ludwig Johann Christineck) (1732/33—1792/94).
Они родились в семье переселившегося в Россию немецкого арендатора. Отец их умер рано, судьбой брата занималась немецкая диаспора, его наставником был художник Лукас Конрад Пфандцельт. В 1761 году Карл уже руководил созданием подготовительного картона для мозаики «Полтавская битва» мастерской М. В. Ломоносова. Был известен, как портретист. С 1786 года — «назначен» в академики живописи.
Судьбу сестры устроил Иван Фридрикс, у них в браке родилось девять детей.

## Придворный банкир
Своим появлением и возвышением при дворе, Фридрикс обязан не только своим коммерческим способностям, но в первую очередь дружбе с братьями Орловыми, с которыми он был знаком задолго до воцарения Екатерины II.
Возвышаясь сами, братья Орловы помогали и Ивану Фридриксу, сначала получить должность придворного банкира, находясь на которой он значительно увеличил своё состояние во время Русско-турецкой войны 1768—1774 года, а затем они же ходатайствовали за Фридрикса перед императрицей Екатериной II о получении им баронского титула.
Иван Фридрикс, являясь при Всероссийском Императорском дворе банкиром, за прилагаемые старания к улучшению распространения коммерции и многие оказанные им услуги, 5 августа 1773 года был «пожалован с потомками рождёнными и впредь рождаемыми в достоинство и честь Всероссийской Империи Баронов».

## Описание герба
Щит разделён вдоль на две части; в правой в золотом поле распущенное орлиное крыло чёрного цвета; в левой в зелёном поле положен меркуриев жезл, имеющий вверху серебряные крылья и обвит того же металла двумя змеями.
Щит увенчан обыкновенной баронской короной без шлема. Намёт на щите с правой стороны чёрного, а с левой зелёного цветов, подложен золотом и серебром. Герб внесён в первую часть Общего гербовника дворянских родов Российской империи.

## Мыза Рябово
Разбогатев, Иван Юрьевич купил в 1771 году у фаворита Екатерины II Сергея Васильевича Салтыкова мызу Домашово с деревнями Фалилеево, Корчаны, Пружицы и Озертицы, а затем, в 1772 году приобрёл у графа Мартына Карловича Скавронского, большой, представительный дом в Петербурге на Английской набережной. Получив баронский титул Фридрикс начал приобретать новые имения.
В 1773 году он приобрёл у коллежского асессора Василия Яковлевича Мельницкого мызу Орлинскую, а затем у Екатерины Мордвиновой (супруги видного военного инженера М. И. Мордвинова) за 20 000 рублей мызу Рябово, площадью 7500 десятин с деревнями Бабино, Губки, Кяселево, Корнево, Минулово, Пугарево, Румболово и Углово.
Затем он приобрёл мызу Марисельскую с деревнями на 23 030 десятинах земли и мызу Волкову на 1382 десятинах.
А затем «округлил» свои владения за счёт, находящихся между ними мызы Малая Румпола (Щеглово) — 3268 десятин, деревни Губки (Романовка) — 172 десятины и деревни Пасколево — 1488 десятин.
Вступив во владение мызой Рябово в 1774 году, Иван Юрьевич перенёс административно-хозяйственный центр имения с Мельничного ручья на Румболовскую гору и приступил к осушению окрестных лесов. За три года мелиоративных работ, в сторону Токсова был проложен магистральный канал длиной около 8 километров, шириной около 4 метров и множеством впадающих в него малых каналов общей длиной около 120 километров. Были пробиты 14 просек шириной 30 метров, по которым были проложены дороги и построено множество мостов.
Барона привлекала идея организовать на своих землях место для празднеств, охотничьих выездов и прочих развлечений столичной знати, включая императрицу. Он даже пытался построить на Румболовской горе дворец для Екатерины II. Им были начаты работы по разбивке Румболовского парка, производилось рытьё подземных ходов от заложенного дворца.
Во время прокладки каналов, в окрестных болотах была обнаружена железная руда, залегавшая пластами, и в ней «до 100 фунтов по плавильной пробе 35 фунтов хорошего железа в себе содержали». Из неё Фридрикс организовал выплавку железа, спрос на которое в Петербурге был очень велик.
Осушенные земли барон засевал озимой рожью. Кроме того он завёз в имение породистый молочный скот. Дело в том, что Иван Юрьевич основал в своём имении производство сыров, занятие для России тех времён необычное и передовое. Для этого под Румболовской горой было выстроено здание из красного кирпича. Здание сыроварни 1774 года постройки, дошло до наших дней и является самым старым зданием в городе Всеволожске.
В 1908 год в здании сыроварни проходила сельскохозяйственная выставка, затем работала щёточная фабрика, после революции — детсад, с 1936 года дом отдыха работников пищевой промышленности, в годы Великой Отечественной войны — дом отдыха, где жили летчики и штурманы 1-го минно-торпедного авиационного полка Балтийского флота, после войны вновь дом отдыха работников пищевой промышленности, с 1964 года база отдыха «Снежинка» работников Ленэлектроремстроя, прокат лыж, столовая. Сейчас в здании бывшей сыроварни барона Фридрикса располагается музей Дом авиаторов.
На Румболовской горе им был выстроен первый деревянный господский дом, различные служебные постройки и оранжереи, разбит регулярный французский парк, высажен фруктовый сад и началось строительство фундамента дворца с подземными коммуникациями, но полностью воплотить свои замыслы в жизнь барон не успел.
Умер И. Ю. Фридрикс 25 сентября 1779 года. Похоронен в Санкт-Петербурге, на кладбище Александро-Невской лавры. Среди его потомков было много выдающихся военных и учёных.

## Кирха Святой Регины
Незадолго до своей смерти барон пожертвовал местной лютеранской общине участок земли в своём имении и средства для возведения храма.
Рябовская лютеранская община была основана в 1685 году и приписана к Колтушскому лютеранскому приходу.
Строительство началось в 1777 году на Румболовской горе у северной окраины деревни Румболово.
Четырёхсотместная кирха во имя Святой Регины была освящена 7 сентября 1778 года. Она стала центром нового Рябовского лютеранского прихода (Ряяпювя).
Кирха построенная бароном И. Ю. Фридриксом стала первой церковью на территории современного города Всеволожска.
Была реконструирована в 1913 году, в 1937 году она была закрыта, а её здание передано под клуб сельскохозяйственного техникума. Здание кирхи было разобрано на дрова в 1945 году.

## Жена и дети
Жена — Регина-Луиза (Ирина) Захарьевна Христинек (1735—1821), сестра художника Карла Людвига Христинека.
Дети:
- Луиза Ивановна Фредерикс (Карпелан) (1750—?)
- Андрей Иванович Фредерикс (1759—1843)[24]
- Александр Иванович Фредерикс (1760—1799)
- Пётр Иванович Фредерикс (1761—1812)
- Густав Иванович Фредерикс (1763—после 1815)
- Екатерина Ивановна Фредерикс (Меллер-Закомельская, Казаринова) (1765—1820)
- Иван Иванович Фредерикс (1766—1828)
- Доротея Ивановна Фредерикс (1769—1779)
- Елена Ивановна Фредерикс (Пирх, фон Вельтцин) (1771—?)[25]

## Фото
- Кирха св. Регины прихода Ряяпювя. 1911 год
- Кирха св. Регины прихода Ряяпювя. 1913 год
- Сыроварня барона Фридрикса. 2013 год
- Сыроварня барона Фридрикса. 2021 год